# I'm Mandy Fly Me
I'm Mandy Fly Me è un singolo del gruppo musicale britannico 10cc, pubblicato nel 1976 ed estratto dall'album How Dare You!.

## Tracce
- 7"

1. I'm Mandy Fly Me
2. How Dare You

## Formazione
- Lol Creme – chitarra elettrica, chitarra acustica, cori, sintetizzatore Moog, vibes
- Eric Stewart – voce, cori, chitarra elettrica, chitarra acustica, piano elettrico Fender Rhodes, piano, organo Hammond, ARP String Ensemble, fischietto
- Kevin Godley – batteria, cori
- Graham Gouldman – basso elettrico a sei corde, basso elettrico a quattro corde, basso acustico, cori, zither

## Classifiche
| Classifica (1976) | Posizione massima |
| ----------------- | ----------------- |
| Regno Unito       | 6                 |